# Flor de Bethania Abreu
Flor de Bethania Abreu Javier (San Francisco de Macorís, 18 de enero de 1938 - 11 de agosto de 2019), fue una actriz, productora y directora dominicana. Inició su carrera actoral durante los años 50 en República Domincana, si bien es conocida por haber sido directora de la Compañía Nacional de Teatro de República Dominicana, por su papel en múltiples obras de teatro, como El zoológico de cristal y por su papel en la película España otra vez.

## Biografía
Hija de la reconocida actriz Zulema Atala Javier, Flor de Bethania nació el 18 de enero de 1938 en San Francisco de Macorís. Desde su juventud mostró un fuerte interés por las artes escénicas, heredado de su madre. Su carrera inicia, casi con la historia misma del teatro dominicano, y aunque ejerció su carrera por algunos años, fuera del país (EE. UU. y España), es en su tierra natal, en donde la actriz logró sus mayores éxitos. Gracias a su primera obra, El zoológico de cristal, donde trabajó junto a su madre, ganó en 1952 el premio a la Mejor Actriz por su interpretación de Laura Wingfield.
Se trasladó a España con veinticinco años, becada para estudiar allí. Se licencia en cinematografía y teatro en la Escuela Oficial de Cinematografía de Madrid (1967). Es en este país donde da a luz a sus dos hijos, Marcos y Sergio. De 1970 a 1974 perteneció a la Compañía Nacional de Teatro María Guerrero, y de la Compañía Adolfo Marsillach, ambas en España. En 1979 regresa a su República Dominicana natal.
Es aquí donde funda la compañía de teatro Flor de Bethania Abreu (1979), y dirige la Compañía de Teatro Clásico “Zulema Atala Javier” desde 2002. Con estas compañías ha presentado una gran cantidad de obras, entre las que podemos destacar “Don Juan Tenorio”, de José Zorrilla, “María Estuardo” de Friedrich Schiller, “La vida es sueño” de Calderón de la Barca, o “La muerte de un viajante” de Arthur Miller. En ningún momento renunció a las artes escénicas, dedicándose incluso a la traducción de programas de televisión.